# Filtro a risonanza atomica

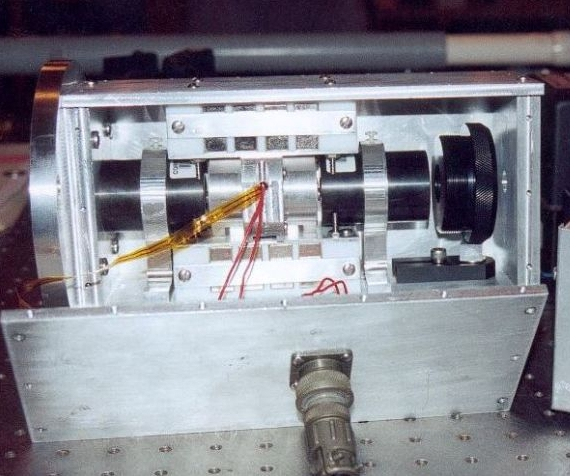

Un filtro a risonanza atomica (ARF) è un filtro atomico a passa banda avanzato utilizzato nelle scienze fisiche per filtrare le radiazioni elettromagnetiche con precisione, accuratezza e minima perdita d'intensità del segnale in entrata. 
I filtri a risonanza atomica operano con le righe di assorbimento o di risonanza dei vapori atomici e così possono anche essere chiamati filtri a righe atomiche (ALF).
I tre tipi principali di filtri a risonanza atomica sono i filtri a spettro di assorbimento ed emissione di risonanza, i filtri Faraday e i filtri di Voigt. I filtri ad assorbimento e radiazione di risonanza furono i primi a essere sviluppati, e quindi sono usualmente chiamati semplicemente filtri a risonanza atomica; gli altri due tipi sono conosciuti semplicemente come filtri Faraday e filtri di Voigt.
I filtri a risonanza atomica fanno ricorso a meccanismi e progettazioni differenti per applicazioni differenti, ma viene utilizzata sempre la medesima strategia di base: approfittando delle righe strette di uno spettro di assorbimento di un metallo vaporizzato, una frequenza specifica della luce può oltrepassare una serie di filtri che bloccano tutte le altre frequenze.
I filtri a risonanza atomica possono essere considerati gli equivalenti ottici degli amplificatori lock-in; sono usati nelle applicazioni scientifiche che richiedono una rivelazione effettiva di segnali a bande strette (quasi sempre luci laser) che altrimenti sarebbero oscurati dalle sorgenti a bande larghe, quali la luce del giorno. Sono regolarmente impiegati nei sistemi Lidar (Laser Imaging Detection and Ranging) e sono allo studio per la loro possibile utilizzazione nei sistemi di comunicazione laser. 
I filtri a risonanza atomica sono superiori ai convenzionali filtri ottici a dielettrico quali i filtri interferenziali e i filtri a polarizzazione per birifrangenza o di Lyot, ma la loro maggiore complessità li rende praticabili solo nei rilevamenti ostacolati da sottofondo, in cui un segnale debole è rilevato mentre il forte sottofondo viene soppresso. Paragonato al Fabry-Perot Etelon, altro filtro ottico a elevata definizione, i filtri di Faraday sono significativamente più robusti e possono essere sei volte più a buon mercato (attorno ai quindici dollari l'uno).

## Storia
Il predecessore dei filtri a risonanza atomica fu il contatore quantico all'infrarosso, progettato negli anni '50 da Nicolaas Bloembergen. Questo era un amplificatore meccanico di quantum teorizzato da Joseph Weber per rilevare con bassissimo rumore di fondo la radiazione infrarossa. Gli amplificatori dei raggi X e dei raggi Gamma operavano già senza nessuna emissione spontanea e Weber pensò di tradurre questa potenzialità nello spettro dell'infrarosso.
Il mezzo di questi dispositivi erano cristalli con impurità di ioni di metalli di transizione, che assorbono luce a bassa energia e la riemettono nella zona del visibile. Entro gli anni '70 nei contatori quantici furono impiegati dei vapori atomici per la rivelazione delle radiazioni elettromagnetiche all'infrarosso, poiché riconosciuti superiori ai sali metallici e ai cristalli che fino ad allora erano stati usati.
I principi fino ad allora impiegati nella amplificazione dell'infrarosso furono convogliati in un filtro passivo risonanza atomica al sodio. Questo progetto e quelli che immediatamente seguirono erano rudimentali e soffrivano di bassa efficienza quantica e lungo tempo di risposta. In quanto questo fu il progetto originale dei filtri a risonanza atomica, molti riferimenti usano soltanto la designazione filtro a riga atomica per descrivere specificatamente la struttura ad assorbimento/irradiazione. Nel 1977, Gelbwachs, Klein, e Wessel crearono il primo filtro a riga atomica attivo, ovvero il primo filtro a risonanza atomica.

## Proprietà
Una definizione tecnica di filtro a risonanza atomica potrebbe essere: filtro ottico isotropo, a banda ultra-stretta, ad ampio angolo d'accettazione. "Banda ultra-stretta" caratterizza una sottile gamma di frequenze che un ALF può accettare; un ALF ha generalmente una banda di frequenza passante dell'ordine dei 0.001 nm (10-9 m). Un'altra importante caratteristica di questi dispositivi è l'angolo di accettazione ampio (prossimo ai 180º); infatti i filtri dielettrici convenzionali fondati sulla spaziatura tra strati riflettenti o rifrangenti variano la loro spaziatura efficace quando la luce penetra angolarmente.
I parametri precisi di ciascun filtro (temperature, intensità del campo magnetico, lunghezza, etc.) possono venire adattati a specifiche applicazioni. Tali parametri sono dimensionati con calcolatori per la complessità dei sistemi.

### Entrata/uscita
I filtri a risonanza atomica possono operare nelle regioni dell'ultravioletto, del visibile e dell'infrarosso dello spettro elettromagnetico. Nei filtri ALF ad assorbimento/emissione di risonanza, la frequenza della luce deve essere spostata affinché il filtro funzioni, e in un dispositivo passivo, questo spostamento deve avvenire verso le frequenze più basse per la prima legge della termodinamica. Ciò significa che i filtri passivi sono raramente idonei per lavorare con la luce infrarossa, poiché la frequenza in uscita sarebbe non appropriatamente bassa. Quando vengono impiegati dei tubi fotomoltiplicatori (PMT), la lunghezza d'onda dell'ALF dovrebbe giacere nella regione dello spettro in cui i PMT commerciali possiedono sensibilità massima. In tale eventualità, i filtri ALF attivi avrebbero la meglio sui filtri ALF passivi poiché essi generano più prontamente lunghezze d'onda in uscita nel vicino UV la regione spettrale in cui i fotocatodi ben progettati posseggono la massima sensibilità.
In un filtro ALF passivo, la frequenza in entrata deve corrispondere quasi esattamente alle righe di assorbimento naturali della cella a vapore. Tuttavia, gli ARF attivi sono molto più flessibili poiché il vapore può essere così differentemente stimolato, da poter assorbire altre frequenze luminose.

### Tempo di risposta e velocità di trasmissione
Il tempo di risposta di un filtro a righe atomiche ad assorbimento/emissione ha effetto direttamente sulla velocità con cui l'informazione è trasmessa dalla sorgente luminosa al ricevitore. Pertanto, un tempo di risposta minimo è una proprietà importante di questi ALF. Il tempo di risposta di un tale ALF dipende largamente dal decadimento spontaneo degli atomi eccitati nella cella di vapore. Nel 1980, Jerry Gelbwachs citò, "Tempi di transizione rapida spontanea sono tipicamente dell'ordine dei 30ns, il che suggerisce che il limite superiore della velocità d'informazione sia approssimativamente di un ordine di grandezza dei 30 MHz".
Sono stati sviluppati parecchi metodi per ridurre il tempo di risposta degli ALF. Addirittura verso la fine del 1980, vennero usati particolari gas per catalizzare il decadimento degli elettroni della cella di vapore. Nel 1989, Eric Korevaar aveva sviluppato il suo progetto di ALF rapido che rivelava la fluorescenza senza lastre fotosensibili. Con l'uso di tale soluzione, frequenze dell'ordine dei gigaherz sono ottenibili.

### Efficacia

#### Efficienza

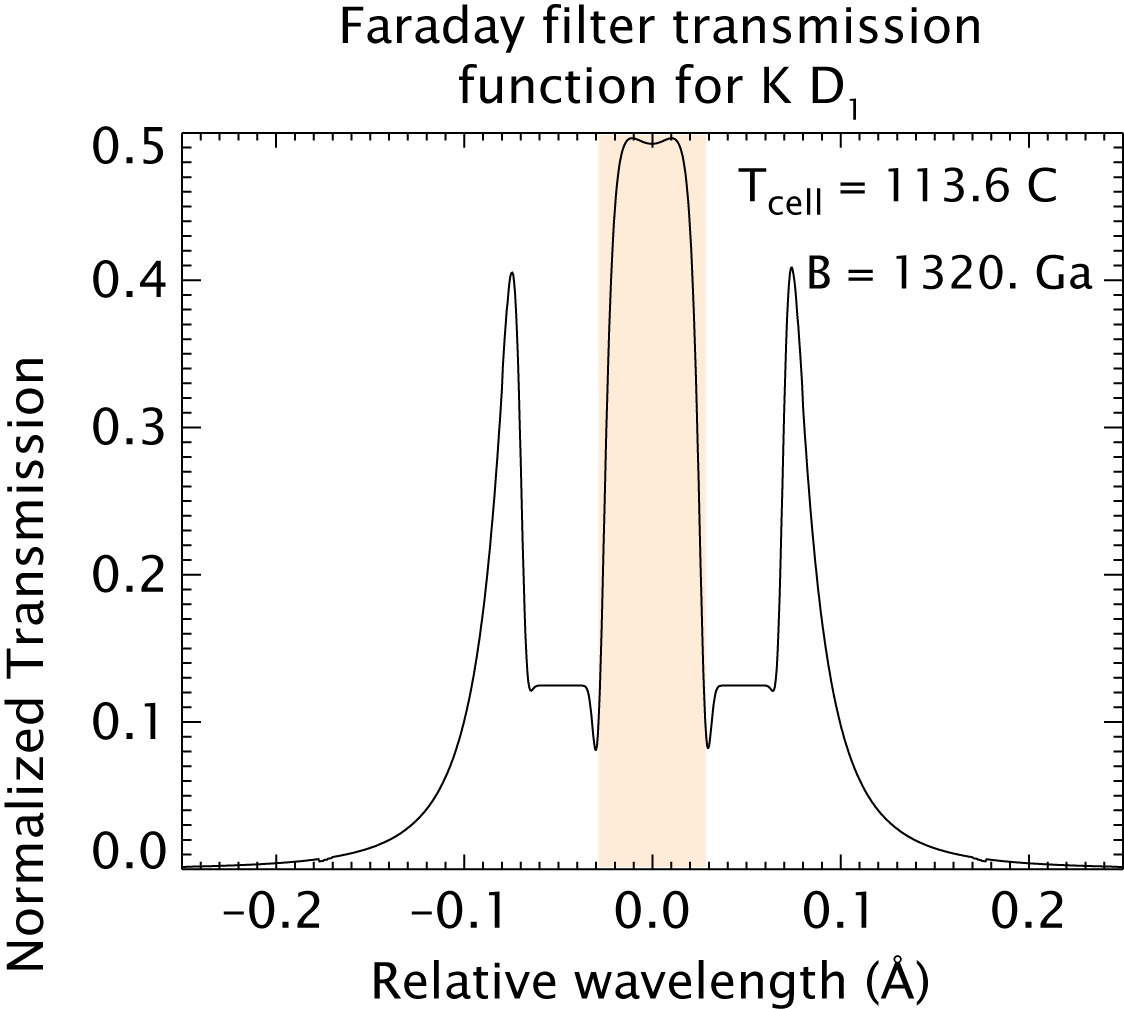

I filtri a righe atomiche sono filtri molto efficienti, classificati generalmente a fattore di merito Q ultra elevato poiché i loro Q si collocano tra il {\displaystyle 10^{5}} e il {\displaystyle 10^{6}}. La banda passante di un tipico filtro Faraday può essere di alcuni GHz: L'uscita totale di un filtro Faraday può essere all'incirca il 50% della intensità totale della luce in ingresso. La luce perduta è quella riflessa o assorbita da lenti imperfette, filtri e finestre.

#### Banda passante
La banda passante di un filtro a righe atomiche uguaglia comunemente la dispersione Doppler della cella a vapore, il campo naturale di variabilità delle frequenze in cui la cella di vapore verrà eccitata da una sorgente di luce monocromatica. La dispersione Doppler è rappresentata dall'ampiezza dello spostamento di frequenza Doppler presente nello spettro della radiazione emessa dalla cella di vapore per il suo moto termico. L'ampiezza di tale spettro è minore con atomi di grandi dimensioni e temperature basse, condizioni queste considerate ideali.
Ci sono alcune circostanze in cui è desiderabile di ottenere una larghezza di riga di transizione maggiore della dispersione doppler. Per esempio, rilevando un oggetto in rapida accelerazione, la banda passante dell'ALF deve includere al suo interno dei valori minimi e massimi che tengano conto degli spostamenti Doppler dovuti alla rapida accelerazione dell'oggetto in rilevamento. Il metodo adottato per aumentare la banda passante coinvolge il collocamento di un gas inerte nella cella di vapore. Questo gas allarga la riga spettrale come aumenta la velocità di trasmissione del filtro.

#### Sorgenti di rumore
Malgrado tutta la loro efficienza, i filtri a riga atomica non sono perfetti; ci sono molte sorgenti di errore, o "rumore", in un dato sistema. Queste si manifestano come radiazioni elettromagnetiche indipendenti dal processo operativo del filtro e dalla intensità del segnale luminoso. Una delle sorgenti di errore è la radiazione termica all'interno e all'esterno del filtro. Della radiazione termica viene generata direttamente all'interno del filtro e si dà il caso che potrebbe essere contenuta all'interno della banda larga passante del secondo filtro. Maggiore rumore viene prodotto se il filtro è progettato per fornire una uscita nella gamma dell'infrarosso, poiché la maggior parte della radiazione termica si trova in tale spettro. Queste radiazioni possono eccitare il vapore creando la radiazione che il filtro medesimo in primo luogo sta cercando.
I filtri a righe atomiche attivi producono rumore molto più verosimilmente di quelli passivi, poiché quelli attivi non hanno nessuna "selettività di stato", poiché la sorgente di pompaggio può accidentalmente eccitare gli atomi colpiti dalla luce scorretta al livello energetico critico, irradiando spontaneamente.
Altri errori possono essere causati da righe atomiche di assorbimento/risonanza non prefissate, nondimeno attive. Nonostante il fatto che le transizioni contigue siano più lontane di 10 nm (abbastanza lontane per venire bloccate dai filtri a banda larga), la struttura fina e superfina della riga di assorbimento prefissata può assorbire le frequenze indesiderate della luce e passarle al sensore d'uscita.

#### Fenomeni rilevanti

L'intrappolamento della radiazione nel filtro a righe atomiche può influenzare seriamente le prestazioni e pertanto la sintonizzazione del filtro ALF. Negli studi originali dei filtri a righe atomiche del 1970 e nei primi del 1980, ci fu una ampia sopravvalutazione della larghezza di banda del segnale. Più tardi venne studiato e analizzato l'intrappolamento della radiazione, e gli ALF furono ottimizzati di conseguenza. In tutti i filtri a righe atomiche, la posizione e la larghezza delle righe di risonanza della cella di vapore sono tra le proprietà più importanti. Con la scomposizione degli effetti Stark e Zeeman, le righe di assorbimento di base sono espanse in righe più sottili. La sintonizzazione Stark e Zeeman può venire utilizzata per accordare il rivelatore. L'analisi di questo fenomeno permette la manipolazione dei campi elettrici e magnetici allo scopo di alterare le proprietà dei filtri (p.es. per mutare la banda passante).

## Componenti comuni

Mentre ogni perfezionamento di ciascun tipo di ALF è differente, le camere del vapore sono relativamente simili. Le proprietà termodinamiche delle camere del vapore nei filtri sono controllate accuratamente poiché esse determinano le caratteristiche importanti dei filtri stessi, per esempio l'intensità necessaria del campo magnetico. La luce è fatta entrare e uscire dalla camera del vapore attraverso due finestre a bassa riflessione fatte di un materiale come il fluoruro di magnesio. Gli altri lati della camera possono essere di qualunque materiale opaco, sebbene sia usato generalmente del metallo resistente al calore o della ceramica poiché il vapore è mantenuto di solito a temperature al di sopra dei 100 °C.
La maggioranza delle camere del vapore dei filtri impiegano dei metalli alcalini per le loro pressioni di vapore elevate; molti metalli alcalini pure possiedono delle righe di assorbimento e di radiazione di risonanza nello spettro desiderato. Materiali comuni delle camere di vapore sono il sodio, il potassio e il cesio. Si noti che vapori non metallici quali il neon potrebbero essere usati. Visto il fatto che i contatori quantici iniziali usavano ioni metallici allo stato solido in cristalli, è immaginabile che un tale mezzo potrebbe essere impiegato nei filtri a risonanza atomica odierni. Ciò presumibilmente non viene realizzato per la superiorità dei vapori atomici in questo contesto.

## Tipi

### Assorbimento/riemissione di risonanza
Un filtro assorbente/irradiante a righe atomiche assorbe le lunghezze d'onda della luce prescelta e manda fuori la luce che supera i filtri a banda larga. Negli ALF ad assorbimento e radiazione, tutta la luce a bassa energia in ingresso viene bloccata da un filtro passa alto. La camera di vapore assorbe il segnale, coincidente con la riga sottile di assorbimento del vapore, e gli atomi della camera vengono elevati ai livelli energetici superiori. Allora la camera del vapore emette la luce del segnale come fluorescenza a frequenza più bassa. Un filtro passa banda blocca la radiazione al di sopra della luce fluorescente. In un filtro ALF attivo, il pompaggio ottico viene usato per eccitare questi atomi in modo che assorbano o irradino luce di lunghezze d'onda differenti. Per gli ALF attivi, altri sistemi di filtri convenzionali potrebbero risultare necessari.

### Filtro Faraday

Il filtro Faraday, filtro otticomagnetico, FADOF o EFADOF (Eccite Faraday Dispersive Optical Filter) opera con la rotazione della polarizzazione della luce che attraversa la cella di vapore. Questa rotazione si verifica in prossimità delle righe atomiche di assorbimento tramite l'effetto Faraday e la dispersione anomala. Solamente la luce a frequenza di risonanza del vapore viene ruotata e i polarizzatori incrociati bloccano le altre radiazioni elettromagnetiche. Questo fenomeno è in relazione ed è annunciato dall'effetto Zeeman, ovvero la scomposizione delle righe atomiche di assorbimento in presenza di un campo magnetico. La luce alla frequenza di risonanza dei vapori lascia il FADOF a una intensità prossima all'originale ma con una polarizzazione ortogonale. Secondo le leggi che governano l'effetto Faraday, la rotazione della radiazione prescelta è direttamente proporzionale all'intensità del campo magnetico, all'ampiezza della cella a vapore e alla costante di Verdet (che dipende dalla temperatura della cella, dalla lunghezza d'onda della luce e talvolta dalla intensità del campo) del vapore della cella. Questa relazione è rappresentata dalla seguente equazione:
{\displaystyle \beta ={\mathcal {V}}Bd}

### Filtro di Voigt
Il filtro di Voigt è un filtro di Faraday il cui campo magnetico è stato ruotato di 90º per risultare ortogonale alla direzione del raggio luminoso e a 45º rispetto alla polarizzazione dei polarizzatori. Nel filtro di Voigt la camera di vapore agisce da lamina a mezz'onda, ritardando una polarizzazione di 180º per effetto Voigt.

## Applicazioni

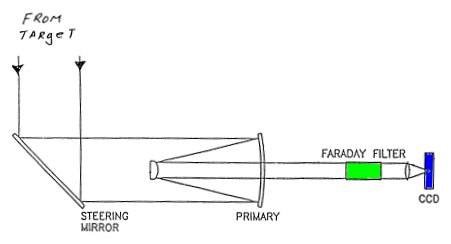

### Rilevamenti e comunicazioni a laser

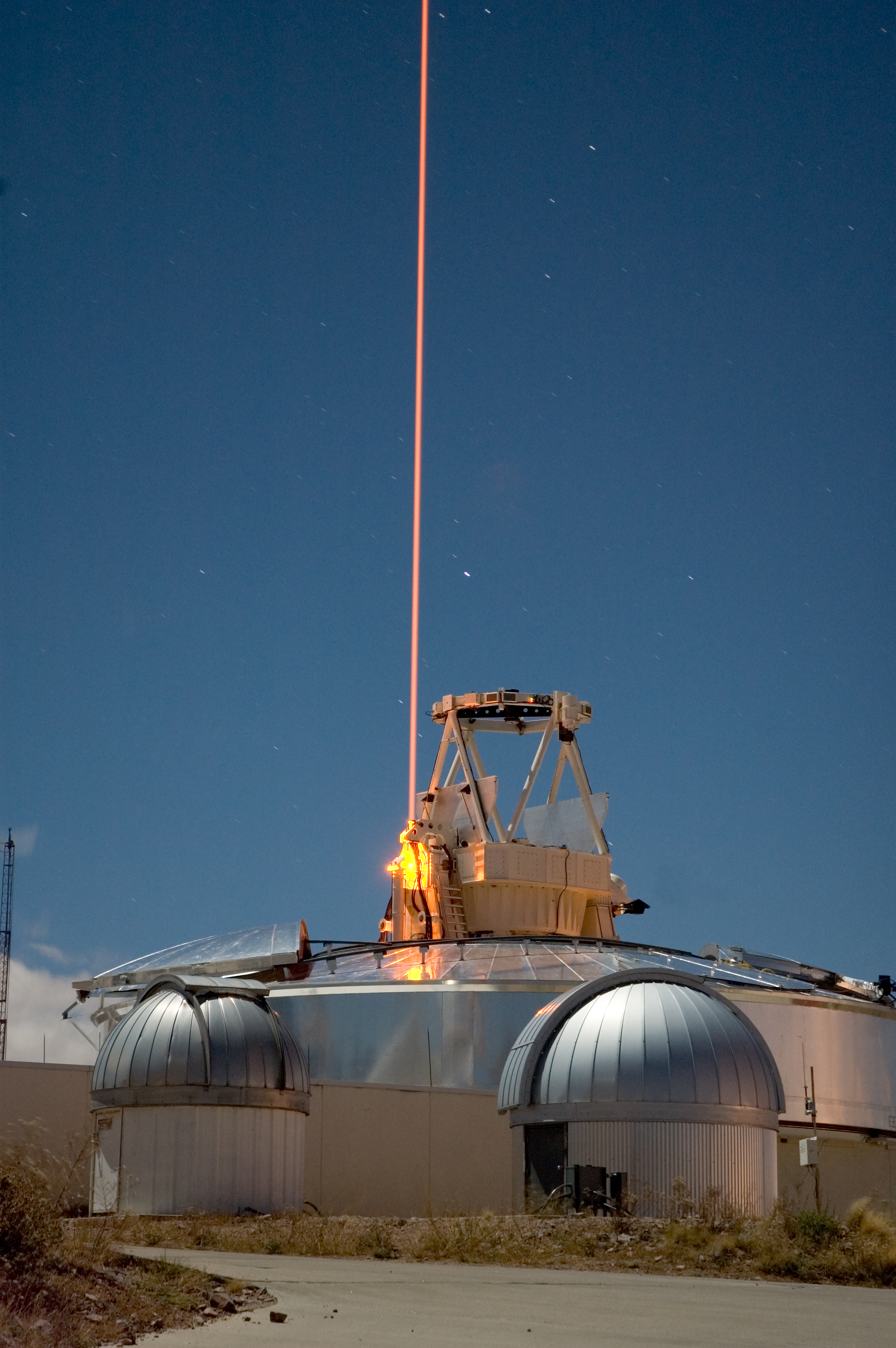

Sprovvisti di un filtro a righe atomiche le comunicazioni e i rilevamenti a laser potrebbero essere difficoltosi. Comunemente, delle macchine fotografiche con dispositivi ad accoppiamento di carica a sensitività incrementata vengono usate in combinazione con filtri ottici a dielettrico (p.es. filtri a interferenza) per rivelare emissioni laser a distanza. CCD (Charge-Coupled Device/dispositivi ad accoppiamento di carica) incrementati risultano insufficienti e necessitano dell'uso di una trasmissione a laser pulsata all'interno dello spettro visibile. Con il metodo di filtraggio di qualità superiore dei filtri a righe atomiche, un CCD non incrementato può essere usato più efficientemente con un laser a onda continua. ALF con bande passanti di circa 0.001 nm sono stati sviluppati per migliorare il rigetto del rumore di fondo dei ricevitori laser filtrati convenzionalmente. Il consumo totale di energia degli ultimi sistemi è 30/35 volte minore di quello dei precedenti, perciò sono stati proposti e sviluppati sistemi di comunicazioni semplici a laser con ALF collocati nello spazio e sott'acqua.

### LIDAR
Il LIDAR (Light Detection And Ranging, Rivelatore e localizzatore mediante raggi luminosi) prevede la trasmissione d'impulsi laser in particolari regioni dell'atmosfera dove la luce venga retrodiffusa. Analizzando l'emissione di risonanza del raggio laser, ai fini della determinazione dello spostamento Doppler, si perviene al calcolo della velocità e alla conoscenza della direzione dei venti nella zona presa in esame. È così possibile studiare la struttura termica, le maree solari diurne e semidiurne e le variazioni stagionali nella regione dello strato di mesopausa. Questa potenzialità è preziosa per i meteorologi e climatologi poiché tali proprietà significative non possono essere studiate con i soli dati notturni.
Dalla capacità di rintracciare con efficacia i segnali deboli del laser ne discende la possibilità di una analisi remota dell'atmosfera tramite i sistemi LIDAR. Tuttavia, la maggior parte delle implementazioni LIDAR non possono funzionare durante il giorno per la luce del sole, che oscura i segnali del laser. Risulta necessario un filtro spettrale a banda ultra-stretta che blocchi il sottofondo della luce solare. I filtri a righe atomiche sono perfetti per questa applicazione, perciò nella scorsa decade a tale fine vennero impiegati i filtri di Faraday. Conseguentemente, gli scienziati oggi conoscono significativamente di più dell'atmosfera mediana della terra di quanto ne conoscevano prima dell'avvento dei FADOF (Faraday Anomalous Dispersion Optical Filter).